# 하이파
하이파(히브리어: חיפה 헤파, 아랍어: حيفا 하이파[*] Ḥayfā (도움말·정보))는 북부 이스라엘 최대의 도시이자 이스라엘 세 번째 크기의 도시이다. 인구는 약 26만 7800명이다. 도시 및 그 주변은 하이파구에 속한다. 항구 도시이며, 지중해를 접하고 있다. 카르멜 산 자락에 위치한다.
상공업의 중심지이며 지중해로 통하는 이스라엘의 가장 중요한 관문이다. 이곳은 갈멜산과 이스라엘 해안 평야가 만나는 장소로 해안지대엔 항구로, 언덕엔 주거지로, 갈멜산 정상은 교육상업지역으로 구분되며 십자군 전쟁시대까지는 북쪽도시 악고의 그늘에서 발전을 못하다가 1918년 영국의 신탁통치시대부터 근대 항구도시로 번영하였다.

## 역사

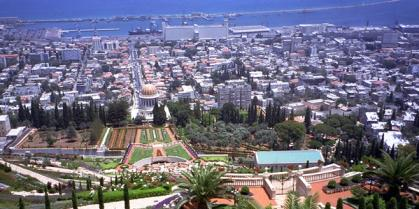
카르멜 산에서 바라본 하이파.

공식 로마자 이름인 Haifa 와 보통의 영어 발음 /ˈhaɪ.fə/는 아랍어 Ḥayfā에서 왔다. 공식 히브리어는 이름 Ḥefa는 잘 안 쓰인다. 지역 히브리어 발음은 /xei.ˈfa/이다.
이름 'Haifa'의 기원은 확실하지 않다. 히브리어 단어 חוף(hof, "해변")에서 온 것이라고도 하고, חוף יפה(hof yafe, "아름다운 해변")에서 온 것이라고도 하며, 히브리어 동사 어근 חפה(hafo, "숨다/커버하다")에서 온 것이라고도 한다. 십자군 전쟁 이후 크리스챤 교도들은 이 도시를 카이파스(Caiphas) 혹은 카이파(Caifa)로 불렀다고 한다. 크리스찬들은 이 이름이 예수 활동 시기 예루살렘의 제사장 이름 카이파스에서 기원했다고 본다. 혹은 성 베드로(Saint Peter)의 아랍식 이름, 케파스(Cephas 혹은 Kepah(כפא))에서 기원했다고들 본다. 한편, 산딸기를 뜻하는 사이카미논(Sycaminon 혹은 Sykaminos)은 이름에서 유래했다고 하는 견해도 있다.

## 교통
현재 지하철이 운행되고 있지만 길이가 짧다.

## 인구
| 연도 | 인구    | ±%      |
| ---- | ------- | ------- |
| 1800 | 1,000   | —       |
| 1840 | 2,000   | +100.0% |
| 1880 | 6,000   | +200.0% |
| 1914 | 20,000  | +233.3% |
| 1922 | 24,600  | +23.0%  |
| 1947 | 145,140 | +490.0% |
| 1961 | 183,021 | +26.1%  |
| 1972 | 219,559 | +20.0%  |
| 1983 | 225,775 | +2.8%   |
| 1995 | 255,914 | +13.3%  |
| 2008 | 264,407 | +3.3%   |
| 2016 | 279,600 | +5.7%   |

## 기후
하이파는 지중해성 기후가 특색이다. 여름은 건조하고 더우며, 겨울은 서늘하고 습윤하다. 여름 평균 기온은 섭씨 26 도, 겨울 평균 기온은 섭씨 12 도이다. 좀처럼 눈이 오지 않는다. 겨울에 간혹 섭씨 6도 이하로 내려가면, 아침 나절에 잠깐 눈이 오기도 한다. 우기는 10월부터 4월까지이다.
| 하이파 공항의 기후                                                                      | 하이파 공항의 기후 | 하이파 공항의 기후 | 하이파 공항의 기후 | 하이파 공항의 기후 | 하이파 공항의 기후 | 하이파 공항의 기후 | 하이파 공항의 기후 | 하이파 공항의 기후 | 하이파 공항의 기후 | 하이파 공항의 기후 | 하이파 공항의 기후 | 하이파 공항의 기후 | 하이파 공항의 기후 |
| 월                                                                                      | 1월                | 2월                | 3월                | 4월                | 5월                | 6월                | 7월                | 8월                | 9월                | 10월               | 11월               | 12월               | 연간               |
| --------------------------------------------------------------------------------------- | ------------------ | ------------------ | ------------------ | ------------------ | ------------------ | ------------------ | ------------------ | ------------------ | ------------------ | ------------------ | ------------------ | ------------------ | ------------------ |
| 역대 최고 기온 °C (°F)                                                                  | 27.0 (80.6)        | 30.4 (86.7)        | 38.0 (100.4)       | 42.5 (108.5)       | 44.6 (112.3)       | 43.5 (110.3)       | 37.8 (100.0)       | 37.8 (100.0)       | 41.8 (107.2)       | 41.4 (106.5)       | 36.0 (96.8)        | 31.5 (88.7)        | 44.6 (112.3)       |
| 일평균 최고 기온 °C (°F)                                                                | 17.8 (64.0)        | 18.6 (65.5)        | 20.9 (69.6)        | 23.8 (74.8)        | 26.5 (79.7)        | 29.5 (85.1)        | 31.6 (88.9)        | 31.6 (88.9)        | 30.2 (86.4)        | 27.9 (82.2)        | 24.4 (75.9)        | 19.8 (67.6)        | 25.2 (77.4)        |
| 일일 평균 기온 °C (°F)                                                                  | 13.9 (57.0)        | 14.4 (57.9)        | 16.5 (61.7)        | 19.4 (66.9)        | 22.4 (72.3)        | 25.7 (78.3)        | 28.0 (82.4)        | 28.4 (83.1)        | 26.7 (80.1)        | 23.7 (74.7)        | 19.8 (67.6)        | 15.8 (60.4)        | 21.2 (70.2)        |
| 일평균 최저 기온 °C (°F)                                                                | 10.0 (50.0)        | 10.2 (50.4)        | 12.1 (53.8)        | 14.8 (58.6)        | 18.2 (64.8)        | 21.9 (71.4)        | 24.4 (75.9)        | 25.1 (77.2)        | 23.2 (73.8)        | 19.5 (67.1)        | 15.1 (59.2)        | 11.8 (53.2)        | 15.9 (60.6)        |
| 역대 최저 기온 °C (°F)                                                                  | −1.6 (29.1)        | −3.5 (25.7)        | 2.0 (35.6)         | 4.3 (39.7)         | 9.6 (49.3)         | 13.0 (55.4)        | 17.0 (62.6)        | 17.9 (64.2)        | 14.2 (57.6)        | 8.5 (47.3)         | 5.0 (41.0)         | 0.2 (32.4)         | −3.5 (25.7)        |
| 평균 강우량 mm (인치)                                                                   | 124.9 (4.92)       | 95.2 (3.75)        | 52.8 (2.08)        | 23.6 (0.93)        | 2.7 (0.11)         | 0.1 (0.00)         | 0.0 (0.0)          | 0.0 (0.0)          | 1.2 (0.05)         | 28.0 (1.10)        | 77.8 (3.06)        | 135.5 (5.33)       | 541.8 (21.33)      |
| 평균 강우일수 (≥ 0.1 mm)                                                                | 13.9               | 11.7               | 8.6                | 3.6                | 1.4                | 0.1                | 0.1                | 0                  | 0.8                | 3.9                | 8.0                | 11.8               | 63.9               |
| 출처: 이스라엘 기상청 (평년값: 1995년~2010년, 극값: 1898년~2011년, 강수: 1980년~2010년) |                    |                    |                    |                    |                    |                    |                    |                    |                    |                    |                    |                    |                    |

## 같이 보기
- IBM 하이파 연구소